# Biasques
Biasques és un poble del municipi de Beranui, a la Baixa Ribagorça, situat a 900 metres d'altitud, sota el tossal del Cis, a l'esquerra del riu Isàvena.

## Monuments
- Església parroquial de 1816.[1][2]
- Font-abeurador amb arc de mig punt.[1][2]
- Fonts de Sant Cristòfol.[2]